# بومی‌های آمریکای جنوبی

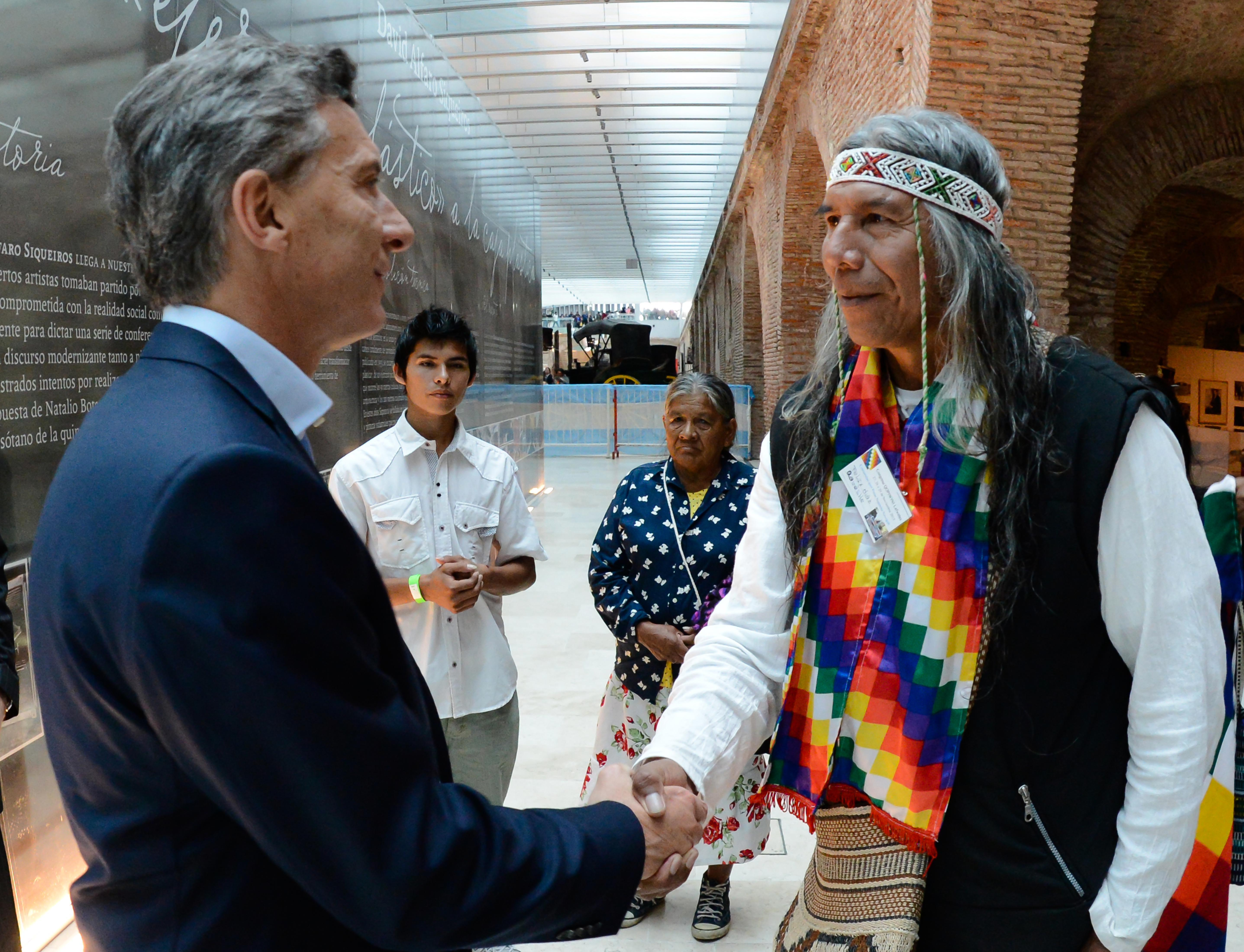
ملاقات فلیکس دیاز، فعال حقوق بومی، با مائوریسیو ماکری، رئیس جمهور آرژانتین

بومی‌های آمریکای جنوبی قبایل سرخپوستی هستند که در کشورهای قاره آمریکای جنوبی به‌سر می‌برند. تقریباً در تمامی کشورهای این قاره جمعیت سرخپوست وجود دارد اما کمترین میزان نسبی آن در آرژانتین و بیشترین میزان آن از نظر درصد جمعیتی در کشور پرو و بولیوی می‌باشد که بیش از نیمی از مردم این دو کشور را سرخپوستان تشکیل می‌دهند. زبان‌های مورد استفاده قبایل سرخپوست آمریکای جنوبی از گروه زبان‌های بومی آمریکا می‌باشد که بیشترین و پرگویشورترین زبان‌های این دسته زبان کچوآ و زبان آیمارا می‌باشند. مردم سرخپوست این منطقه در گذشته سابقه تمدن‌هایی مانند اینکا را داشته‌اند.